# Cibetka africká
Cibetka africká (Civettictis civetta) je největší z cibetek.

## Popis
- Délka těla: 60–91 cm
- Délka ocasu: 43–60 cm
- Hmotnost: 10–15 kg

Má krátkou hustou srst v okrové až stříbrné barvě. Po celém těle má téměř černé skvrny, které částečně spojují v podélné pruhy. Přes celá záda až po ocas se táhne černý pruh. Konec ocasu je černý.  

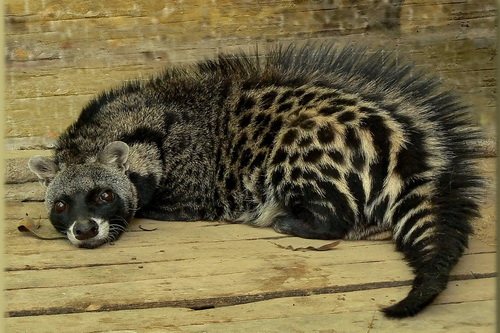
Cibetka africká

Končetiny jsou krátké, zcela černé. Na každé z nich má pět prstů s ostrými, nezatažitelnými drápy. Hlava je šedookrová s výraznými černými kruhy kolem očí, které pokračují směrem dolů přes tváře ke krku, na kterém se mění v bílý pruh. Kolem čenichu má cibetka africká bílou skvrnu. Uši jsou velmi malé, kulaté a ční šikmo nad hlavu. Srst na hřbetu je až deset centimetrů dlouhá a cibetka ji dokáže vztyčit. 
Na břiše má cibetka šest mléčných žláz. U řitního otvoru se nachází pachová žláza produkující pižmově zapáchající látku, cibet.
Jedná se o evolučně starý typ, což potvrzuje 40 zubů a stoličky, jaké mívaly šelmy už před miliony let.

## Výskyt
Tento druh se vyskytuje ve střední a jižní části východní Afriky. Obývá většinu habitatů se stromy, preferuje převážně savany a lesy.

## Způsob života
Jako všechny cibetky je i tato převážně noční živočich. Hlavní aktivitu vyvíjí od soumraku do půlnoci. Výjimečně ji můžeme spatřit i přes den, brzy ráno nebo za špatného počasí. Během dne cibetka obvykle spí ve vysoké trávě nebo v houští.
Pohybuje se typickým vlnivým pohybem. Na okraji svého území tvoří hromádky výkalů, kterými si označuje své území a které slouží jako komunikační místo pro ostatní cibetky. Informace si vyměňují také tak, že označují stromy a keře svým pižmem.
Cibetka africká je plaché a tiché zvíře. Vydává bzučivé a kašlavé zvuky. Žije převážně jako samotář.

## Potrava
Cibetka loví převážně v noci menší zvířata, tj. savce, hady, žáby, ptáky atd. Kořist zabíjí silným třesením, menším živočichům zpravidla přerazí páteř nebo krk. Stejně jako ostatní druhy z čeledi cibetkovitých se živí mršinami. V období zrání plodů se živí i ovocem a rostlinami.
Dokáže zkonzumovat i rostliny a živočichy jedovaté pro ostatní zvířata.

## Rozmnožování
Cibetka africká se rozmnožuje po celý rok. Období březosti se liší podle oblasti výskytu. V jižní Africe nastává v teplých měsících od srpna do ledna, ve východní Africe od března do října a v západní Africe pravděpodobně není upřednostňováno žádné období.
Březost trvá devět až deset týdnů. Po této době se samici narodí ve vyhrabaném doupěti 1–4 mláďata. Během roku může mít až 3 vrhy. Mladé cibetky se rodí zcela vyvinuté. Mají srst po celém těle, i když jemnější než dospělci. Zbarvení je méně výrazné. Mláďata jsou schopna se ihned po narození plazit. Na nohy si stoupají až v pátém dni života. Mezi 17. a 18. dnem vylézají z doupěte. Mlékem se živí asi 6 týdnů. Od 7. týdne jim matka začíná předkládat pevnou potravu. Zhruba ve dvou měsících zkouší sama lovit. Pohlavní dospělosti dosahují ve věku jednoho roku. Dožívají se patnácti až dvaceti let.

## Zajímavosti
Cibetka africká prý pomáhá opětovnému zalesňování. Semena z plodů a bobulí, které projdou jejím trávicím ústrojím, vycházejí zcela neporušena.
Už od desátého století před naším letopočtem se však hojně lovila právě kvůli cibetu, které se přidávalo do mýdel a parfémů. Dnes se tato přísada nahrazuje uměle, v některých vesnicích se ale stále cibetky chovají právě pro tento olej.

## Cibetka africká v českých zoo
V České republice v současnosti[kdy?] cibetku chovají pouze tři zoo (zoo Dvůr Králové, Zoo Na Hrádečku a zoo Dvorec). Dříve[kdy?] se nacházely např. v Zoo Liberec či v Zoo Zlín. Na Slovensku je chována v Zoo Bojnice.